# Le Marchand de paratonnerres
Le Marchand de paratonnerres est une nouvelle d'Herman Melville publiée en 1854 dans la revue Putnam's Monthly Magazine.

## Historique
Le Marchand de paratonnerres est une nouvelle d'Herman Melville publiée en 1854 dans la revue Putnam's Monthly Magazine puis en 1856 dans le recueil de nouvelles The Piazza Tales (traduit en français par Les Contes de la véranda).

## Résumé
Pendant un orage, le narrateur reçoit un marchand de paratonnerres qui veut absolument lui vendre un de ses engins à vingt dollars...

## Éditions en anglais
- Le Marchand de paratonnerres, dans la revue Putnam's Monthly Magazine d'août 1854.
- Le Marchand de paratonnerres, chez l'éditeur Dix & Edwards à New York, 1856.

## Traductions en français
- Le Marchand de paratonnerres, traduit par Pierre Leyris, Paris, Plon, 1937
- Le Marchand de paratonnerres, traduction revue par Philippe Jaworski, Herman Melville, Œuvres, IV , Bibliothèque de la Pléiade, éditions Gallimard, 2010.